# Ibrahim Nasir
Ibrahim Nasir Rannabandeyri Kilegefan, född den 2 september 1926 i Fuvahmulah, Maldiverna, död den 22 november 2008 i Singapore, var en maldivisk politiker och den första presidenten i andra republiken.

## Biografi
Nasir var son till Ahmad Didi av den berömda Velaanaagefamiljen och Nayaage Aishath Didi. Han härstammar från de kungliga Huraa- och Dhiyamigili-dynastierna i Maldiverna. Han studerade vid dåvarande Madharasatu Saniyya i Malé, som senare blev Majidiyya School 1969. Efter studier i Malé tillbringade han också en tid med att studera i Sri Lanka.
Nasir var premiärminister under kung Muhammad Farid Didi från den 12 december 1957 tills han svors in som den första presidenten i andra republiken Maldiverna.
Som president har Nasir krediterats för att modernisera den länge isolerade och nästan okända staten Maldiverna och öppna upp dem till resten av världen. Han förde Maldiverna till FN trots oppositionen från vissa nationer som bland annat ansåg att nationen var för liten. Han lade också grunden till nationen genom att modernisera fiskeindustrin med mekaniserade fartyg och starta turistnäringen. Än idag är nationen beroende av dessa två branscher som en primär källa till inkomster och den främsta drivkraften i ekonomin.